# Llista d'asteroides/159701-159800
| Nom               | Designació provisional | Data de descobriment   | Lloc de descobriment | Descobridor/s                   |
| ----------------- | ---------------------- | ---------------------- | -------------------- | ------------------------------- |
| 159701 -          | 2002 QD23              | 27 d'agost de 2002     | Palomar              | NEAT                            |
| 159702 -          | 2002 RY70              | 4 de setembre de 2002  | Palomar              | NEAT                            |
| 159703 -          | 2002 RV109             | 6 de setembre de 2002  | Socorro              | LINEAR                          |
| 159704 -          | 2002 RA187             | 12 de setembre de 2002 | Palomar              | NEAT                            |
| 159705 -          | 2002 RU244             | 15 de setembre de 2002 | Palomar              | NEAT                            |
| 159706 -          | 2002 SK50              | 30 de setembre de 2002 | Haleakala            | NEAT                            |
| 159707 -          | 2002 TK138             | 4 d'octubre de 2002    | Anderson Mesa        | LONEOS                          |
| 159708 -          | 2002 TK179             | 13 d'octubre de 2002   | Palomar              | NEAT                            |
| 159709 -          | 2002 TZ191             | 5 d'octubre de 2002    | Anderson Mesa        | LONEOS                          |
| 159710 -          | 2002 TQ285             | 10 d'octubre de 2002   | Socorro              | LINEAR                          |
| 159711 -          | 2002 TV300             | 15 d'octubre de 2002   | Socorro              | LINEAR                          |
| 159712 -          | 2002 VN27              | 5 de novembre de 2002  | Palomar              | NEAT                            |
| 159713 -          | 2002 VF54              | 6 de novembre de 2002  | Socorro              | LINEAR                          |
| 159714 -          | 2002 VS69              | 7 de novembre de 2002  | Socorro              | LINEAR                          |
| 159715 -          | 2002 VD110             | 12 de novembre de 2002 | Socorro              | LINEAR                          |
| 159716 -          | 2002 YP31              | 31 de desembre de 2002 | Socorro              | LINEAR                          |
| 159717 -          | 2003 AO8               | 5 de gener de 2003     | Tenagra II           | P. R. Holvorcem, M. B. Schwartz |
| 159718 -          | 2003 AD51              | 5 de gener de 2003     | Socorro              | LINEAR                          |
| 159719 -          | 2003 AW65              | 7 de gener de 2003     | Socorro              | LINEAR                          |
| 159720 -          | 2003 AJ90              | 5 de gener de 2003     | Socorro              | LINEAR                          |
| 159721 -          | 2003 BL19              | 26 de gener de 2003    | Anderson Mesa        | LONEOS                          |
| 159722 -          | 2003 BQ27              | 26 de gener de 2003    | Anderson Mesa        | LONEOS                          |
| 159723 -          | 2003 BV43              | 27 de gener de 2003    | Socorro              | LINEAR                          |
| 159724 -          | 2003 BQ60              | 27 de gener de 2003    | Palomar              | NEAT                            |
| 159725 -          | 2003 BV61              | 28 de gener de 2003    | Socorro              | LINEAR                          |
| 159726 -          | 2003 BX83              | 31 de gener de 2003    | Socorro              | LINEAR                          |
| 159727 -          | 2003 BY84              | 31 de gener de 2003    | Socorro              | LINEAR                          |
| 159728 -          | 2003 BU86              | 26 de gener de 2003    | Anderson Mesa        | LONEOS                          |
| 159729 -          | 2003 DW5               | 21 de febrer de 2003   | Palomar              | NEAT                            |
| 159730 -          | 2003 DL14              | 24 de febrer de 2003   | Haleakala            | NEAT                            |
| 159731 -          | 2003 DP16              | 21 de febrer de 2003   | Palomar              | NEAT                            |
| 159732 -          | 2003 DP22              | 24 de febrer de 2003   | Bergisch Gladbach    | W. Bickel                       |
| 159733 -          | 2003 EK6               | 6 de març de 2003      | Anderson Mesa        | LONEOS                          |
| 159734 -          | 2003 EU10              | 6 de març de 2003      | Socorro              | LINEAR                          |
| 159735 -          | 2003 EO11              | 6 de març de 2003      | Anderson Mesa        | LONEOS                          |
| 159736 -          | 2003 ER17              | 5 de març de 2003      | Socorro              | LINEAR                          |
| 159737 -          | 2003 EH24              | 6 de març de 2003      | Socorro              | LINEAR                          |
| 159738 -          | 2003 EC38              | 8 de març de 2003      | Anderson Mesa        | LONEOS                          |
| 159739 -          | 2003 EF44              | 7 de març de 2003      | Socorro              | LINEAR                          |
| 159740 -          | 2003 EG48              | 9 de març de 2003      | Anderson Mesa        | LONEOS                          |
| 159741 -          | 2003 EO49              | 10 de març de 2003     | Anderson Mesa        | LONEOS                          |
| 159742 -          | 2003 EQ50              | 10 de març de 2003     | Anderson Mesa        | LONEOS                          |
| 159743 Kluk       | 2003 FW1               | 23 de març de 2003     | Kleť                 | J. Tichá, M. Tichý              |
| 159744 -          | 2003 FS15              | 23 de març de 2003     | Kitt Peak            | Spacewatch                      |
| 159745 -          | 2003 FX18              | 24 de març de 2003     | Kitt Peak            | Spacewatch                      |
| 159746 -          | 2003 FD31              | 23 de març de 2003     | Palomar              | NEAT                            |
| 159747 -          | 2003 FW42              | 23 de març de 2003     | Catalina             | CSS                             |
| 159748 -          | 2003 FN52              | 25 de març de 2003     | Palomar              | NEAT                            |
| 159749 -          | 2003 FV53              | 25 de març de 2003     | Haleakala            | NEAT                            |
| 159750 -          | 2003 FV57              | 26 de març de 2003     | Kitt Peak            | Spacewatch                      |
| 159751 -          | 2003 FH62              | 26 de març de 2003     | Palomar              | NEAT                            |
| 159752 -          | 2003 FS68              | 26 de març de 2003     | Palomar              | NEAT                            |
| 159753 -          | 2003 FC70              | 26 de març de 2003     | Kitt Peak            | Spacewatch                      |
| 159754 -          | 2003 FB92              | 29 de març de 2003     | Anderson Mesa        | LONEOS                          |
| 159755 -          | 2003 FJ100             | 31 de març de 2003     | Anderson Mesa        | LONEOS                          |
| 159756 -          | 2003 FS107             | 30 de març de 2003     | Socorro              | LINEAR                          |
| 159757 -          | 2003 FU116             | 23 de març de 2003     | Kitt Peak            | Spacewatch                      |
| 159758 -          | 2003 FZ122             | 31 de març de 2003     | Cerro Tololo         | Deep Lens Survey                |
| 159759 -          | 2003 GK                | 1 d'abril de 2003      | Socorro              | LINEAR                          |
| 159760 -          | 2003 GA1               | 1 d'abril de 2003      | Socorro              | LINEAR                          |
| 159761 -          | 2003 GF27              | 6 d'abril de 2003      | Kitt Peak            | Spacewatch                      |
| 159762 -          | 2003 GD38              | 8 d'abril de 2003      | Socorro              | LINEAR                          |
| 159763 -          | 2003 GW46              | 8 d'abril de 2003      | Palomar              | NEAT                            |
| 159764 -          | 2003 GW52              | 1 d'abril de 2003      | Catalina             | CSS                             |
| 159765 -          | 2003 HO2               | 25 d'abril de 2003     | Socorro              | LINEAR                          |
| 159766 -          | 2003 HN8               | 25 d'abril de 2003     | Anderson Mesa        | LONEOS                          |
| 159767 -          | 2003 HU8               | 24 d'abril de 2003     | Anderson Mesa        | LONEOS                          |
| 159768 -          | 2003 HU10              | 24 d'abril de 2003     | Kitt Peak            | Spacewatch                      |
| 159769 -          | 2003 HB40              | 29 d'abril de 2003     | Socorro              | LINEAR                          |
| 159770 -          | 2003 HJ47              | 28 d'abril de 2003     | Socorro              | LINEAR                          |
| 159771 -          | 2003 HL47              | 28 d'abril de 2003     | Haleakala            | NEAT                            |
| 159772 -          | 2003 HT52              | 29 d'abril de 2003     | Anderson Mesa        | LONEOS                          |
| 159773 -          | 2003 JD7               | 1 de maig de 2003      | Socorro              | LINEAR                          |
| 159774 -          | 2003 JM10              | 2 de maig de 2003      | Kitt Peak            | Spacewatch                      |
| 159775 -          | 2003 JA15              | 5 de maig de 2003      | Kitt Peak            | Spacewatch                      |
| 159776 -          | 2003 JR17              | 2 de maig de 2003      | Mérida               | I. Ferrin, C. Leal              |
| 159777 -          | 2003 KX                | 21 de maig de 2003     | Reedy Creek          | J. Broughton                    |
| 159778 Bobshelton | 2003 MZ1               | 24 de juny de 2003     | Junk Bond            | D. Healy                        |
| 159779 -          | 2003 MM3               | 25 de juny de 2003     | Socorro              | LINEAR                          |
| 159780 -          | 2003 MV6               | 26 de juny de 2003     | Haleakala            | NEAT                            |
| 159781 -          | 2003 MZ7               | 28 de juny de 2003     | Socorro              | LINEAR                          |
| 159782 -          | 2003 MN9               | 29 de juny de 2003     | Socorro              | LINEAR                          |
| 159783 -          | 2003 MY9               | 29 de juny de 2003     | Reedy Creek          | J. Broughton                    |
| 159784 -          | 2003 MD11              | 26 de juny de 2003     | Socorro              | LINEAR                          |
| 159785 -          | 2003 ND6               | 4 de juliol de 2003    | Kitt Peak            | Spacewatch                      |
| 159786 -          | 2003 NL8               | 14 de juliol de 2003   | Great Shefford       | P. Birtwhistle                  |
| 159787 -          | 2003 OH19              | 30 de juliol de 2003   | Palomar              | NEAT                            |
| 159788 -          | 2003 OF23              | 30 de juliol de 2003   | Campo Imperatore     | CINEOS                          |
| 159789 -          | 2003 PG1               | 1 d'agost de 2003      | Haleakala            | NEAT                            |
| 159790 -          | 2003 PU11              | 1 d'agost de 2003      | Socorro              | LINEAR                          |
| 159791 -          | 2003 QQ25              | 22 d'agost de 2003     | Palomar              | NEAT                            |
| 159792 -          | 2003 QG63              | 23 d'agost de 2003     | Socorro              | LINEAR                          |
| 159793 -          | 2003 QJ64              | 23 d'agost de 2003     | Socorro              | LINEAR                          |
| 159794 -          | 2003 QQ96              | 29 d'agost de 2003     | Haleakala            | NEAT                            |
| 159795 -          | 2003 QN105             | 31 d'agost de 2003     | Haleakala            | NEAT                            |
| 159796 -          | 2003 QT109             | 26 d'agost de 2003     | Haleakala            | NEAT                            |
| 159797 -          | 2003 QP114             | 23 d'agost de 2003     | Palomar              | NEAT                            |
| 159798 -          | 2003 RW3               | 1 de setembre de 2003  | Socorro              | LINEAR                          |
| 159799 -          | 2003 RF14              | 15 de setembre de 2003 | Kleť                 | M. Tichý                        |
| 159800 -          | 2003 RQ15              | 15 de setembre de 2003 | Haleakala            | NEAT                            |